# アイルランド料理

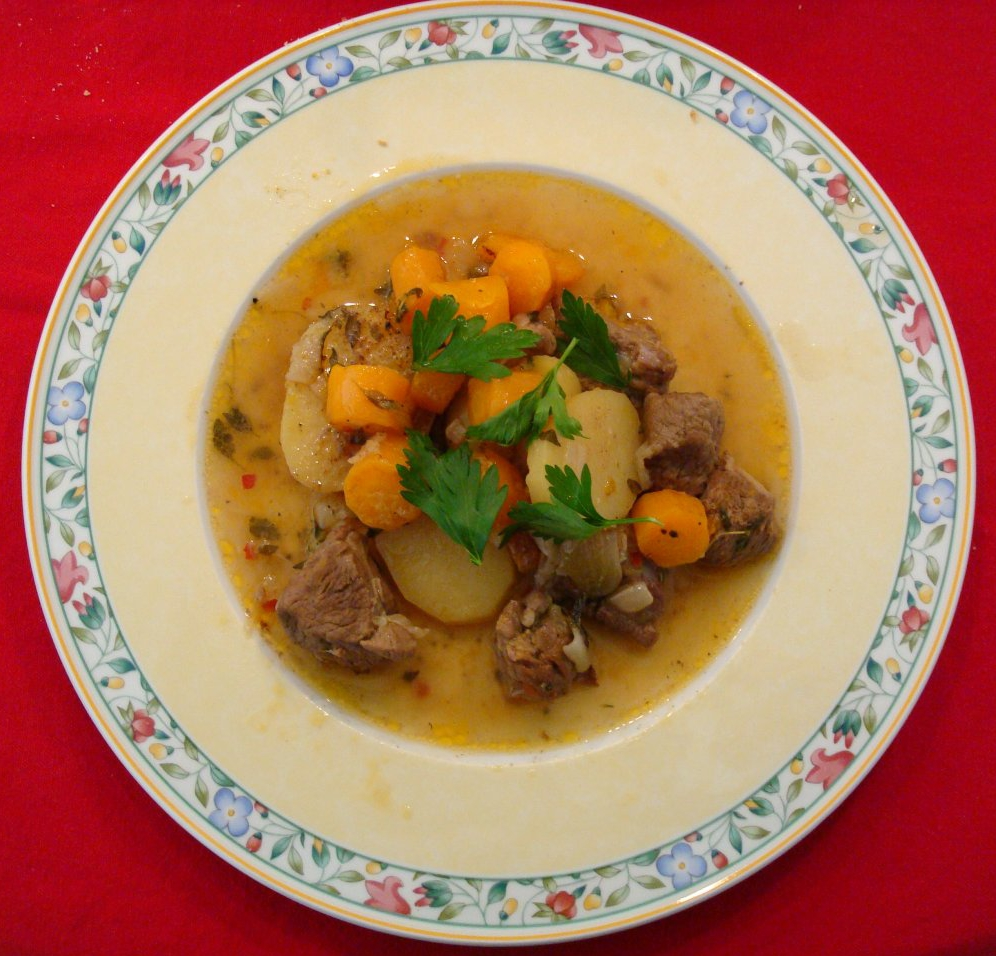
アイリッシュシチュー

アイルランド料理（アイルランドりょうり）とは、主にアイルランドで食べられる料理で、シンプルで伝統的な家庭料理と、飲食店やホテルで提供される現代的な料理とに大別される。旧宗主国イギリスと共通する料理も多い。

## 概要
主食となるのはジャガイモとパン。肉は豚肉を中心に羊肉、牛肉が用いられる。また魚介類が豊富に採れるため、魚ではサケやタラ、その他に甲殻類やカキが利用される。野菜では前述のジャガイモのほか、キャベツやタマネギなど寒冷に強い作物が使用される。
アイルランドは冷涼な気候ながら農業が盛んで食材は豊富である。水産業も盛んだったが、近年は乱獲により漁業資源の枯渇が問題になっている。

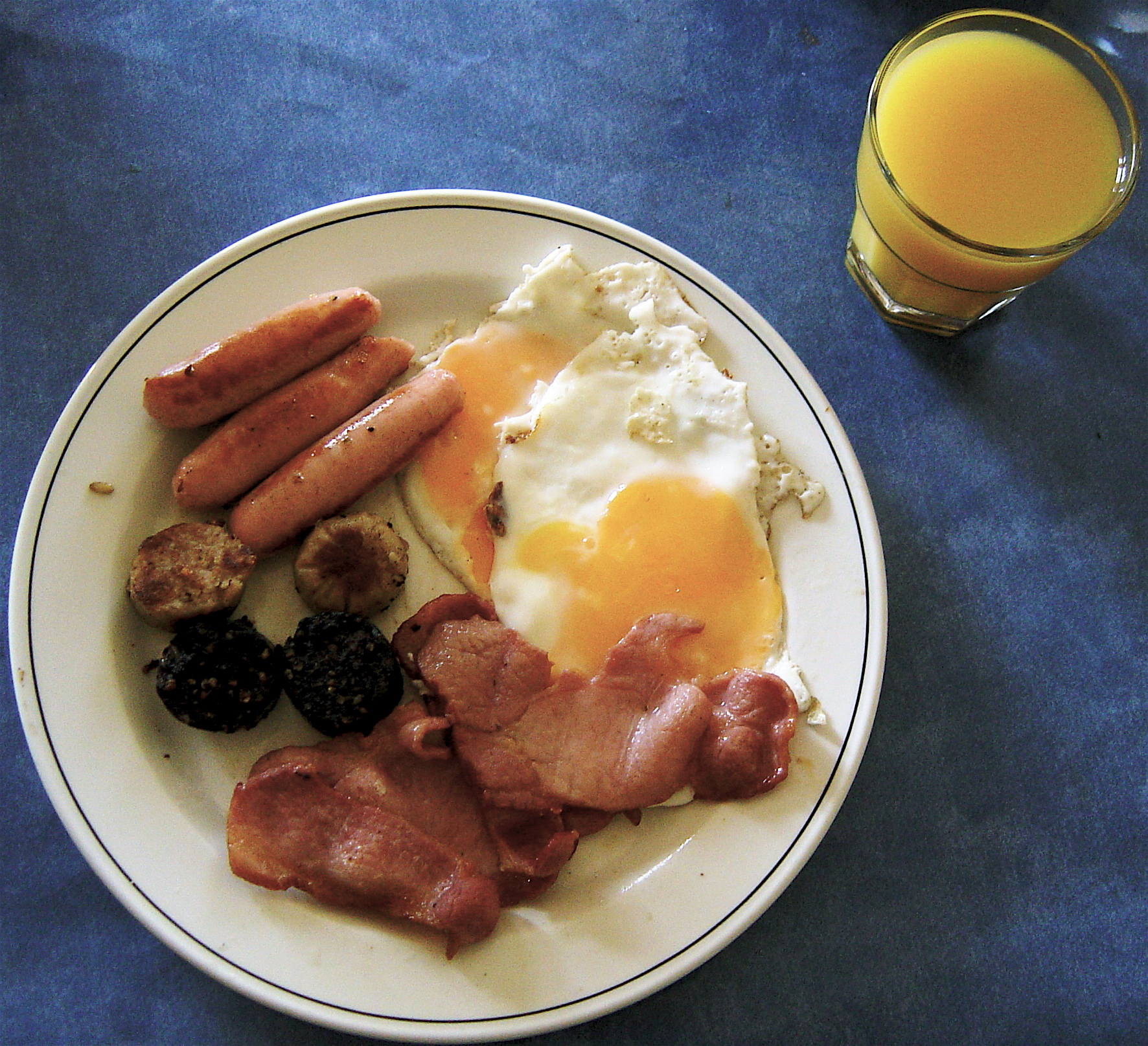
フル・ブレックファスト

特に伝統的な料理ではジャガイモと乳製品は欠かせない食材となっている。コルカノン（英：colcannon/愛：cál ceannann）はキャベツやケールを混ぜたマッシュポテト。チャンプ（英：champ/愛：brúitín）は牛乳で煮たみじん切りの細ネギやパセリを加えたマッシュポテトである。ボクスティ（英：boxty/愛：bacstaí または arán bocht tí）はポテトパンケーキの一種で、焼くか茹でて調理される。
パンはイーストでは無く重曹を加えた無発酵パンが主で、ソーダブレッド（英：soda bread/愛：arán sóide）と呼ばれる。この生地を丸くのばしたのちに十字に四等分してから焼いたものは、ファール（英：farl）と呼ばれている。
アイルランドの一般的な朝食は、ベーコンの脂で焼くベーコンと卵、ソーセージ。これにボクスティやスライスしたフライドポテトがつくことがある。
古くから海藻を食べる習慣があり、ダルス（英：dulse、学名Palmaria palmata）という紅藻の一種は水煮にしてゼリー状に固め、そのまま食べる他、チャンプや魚のスープ、シチューに混ぜたり、バターを塗ったパンにはさんでサンドイッチにもする。ヤハズツノマタ（英語）（Chondrus crispus）からはプディングが作られる。

## 伝統料理

### パン類

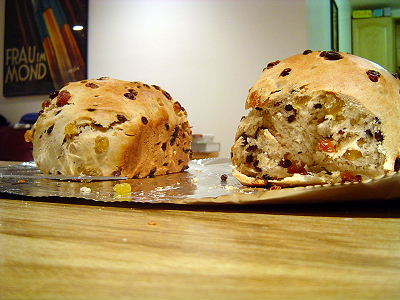
バームブラック2斤

- バームブラック – ドライフルーツを混ぜて焼くパンもしくはケーキ。金の指輪などを入れて焼き、占いをする習俗がある。 ハロウィンの時期に食べる。Bairín Breac（アイルランド語）
- ウォーターフォード・ブラー – 南東アイルランドのウォーターフォードの郷土食。固焼きと軟らかいものがある。
- グッディー（英語） – パン・プディング
- オートケーキ – オートミールを主原料に固く焼いたビスケット状の平たいパン。フラットブレッドの一種。
- 馬鈴薯パン – 小麦粉にジャガイモを混ぜて焼く。
- ソーダブレッド – イーストで発酵させないパン[1]。
  - ソーダ・ファール - 平たく焼いたソーダブレッド。北アイルランドの郷土食で、アルスター、ドニゴール東部から イニショウェン（英語）に伝わる。
  - 小麦パン - 全粒粉で焼いたソーダブレッド。
- 麦芽パン（英語） - 北アイルランドで生産する小麦粉のパン。イギリスにも同名の商品があるが糖蜜を使い風味がまったく異なる。

### 豚肉料理
- ベーコン・アンド・キャベツ

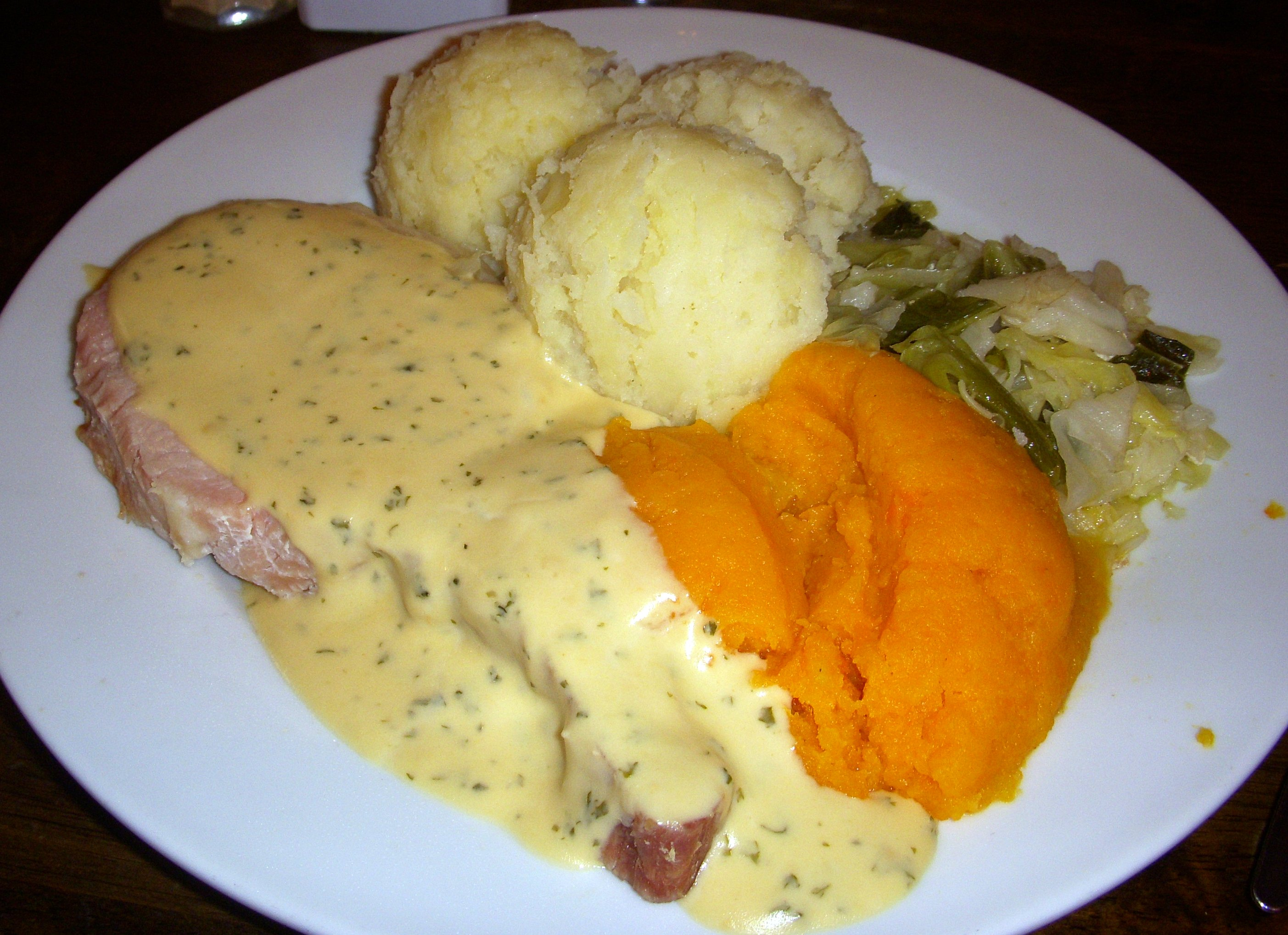
ベーコン・アンド・キャベツ

- ブラックプディング – 肉を使わない腸詰め。豚の血液、小麦粉などの穀物とニンニクなど香辛料で作る。
- コードル – 主な材料：豚肉のソーセージ、背肉のベーコン (back bacon = ばら肉とロースを合わせた部位) とジャガイモ
- クラビーンズ – アイルランド風の豚足
- 豚の腎臓シチュー（英語） – 豚の横隔膜周辺の端肉 (スカート) を使い「スカーツ・アンド・キドニーズ」と呼ばれる。

### ジャガイモ料理
- ボクスティ – ポテトパンケーキ

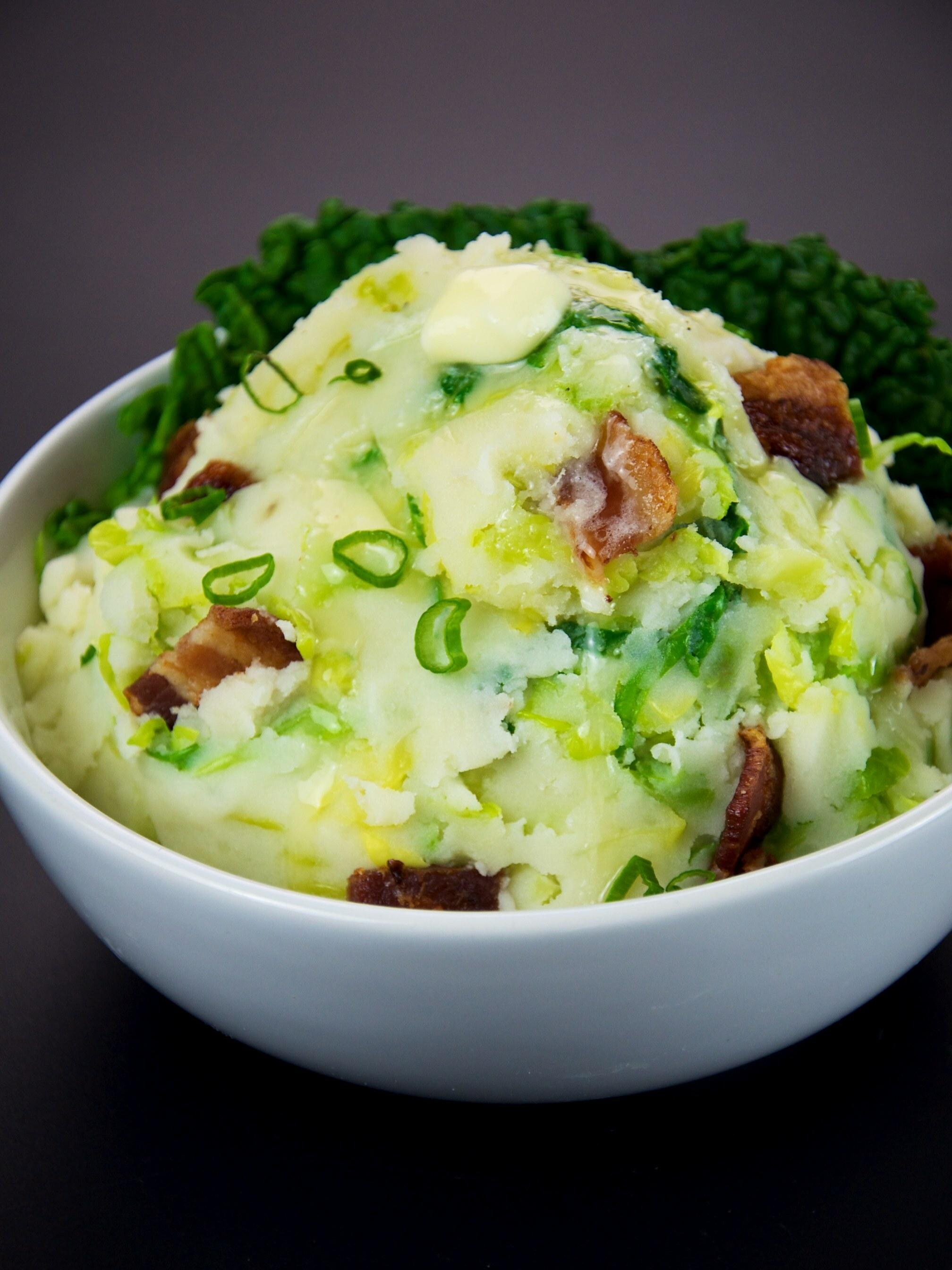
コルカノンはアイルランド特産品種のジャガイモ (Irish potato) とケールで作る料理

- チャンプ – 主な素材：マッシュポテト、細ネギ、バター、牛乳。
- コルカノン – 主な素材：マッシュポテト、ケールまたはキャベツとバター。
- シェパーズパイ (コテージパイ) – 主な素材：マッシュポテト、羊肉または牛肉の挽肉、野菜[2][3]

### 魚介類
海岸線が長いにもかかわらず、他の海洋国家と比べるとアイルランドの海産物の消費量は多くない傾向があり、ヨーロッパの平均を大きく下回る。
過去には海産物をもっと食べていたとしても、ここ数世紀で摂取量が著しく減少しており、さまざまな原因が考えられる。ひとつには、16世紀後半から始まったイギリス統治下、アイルランド人の漁船所有が厳しく制限されたこと、アイルランド経済が伝統的に牛を基盤としたことのほか、他のカトリック諸国と共通の特徴として、魚介類は伝統的に金曜日の断食に摂る宗教的な食べ物であった背景がある。また魚介類、特に貝には貧困と植民地化という負の記憶が結びつくようになった。
それでもゴールウェイやダブリンなど海沿いの都市では、魚介類は依然として食生活の重要な役割を担っている。
魚の売り手を称える伝統的な民謡「モリー・マローン」はダブリン市民の愛唱歌で、ゴールウェイでは毎年9月にゴールウェイ国際オイスター・フェスティバルが催され海外から観光客を引きつけている。
現代のアイルランドの海鮮料理の一例に「ダブリン・ロウヤー (弁護士)」がある (ウィスキーと生クリームで調理したロブスター)。
食用魚でおそらくもっとも消費されるのはサケ類やタラ類で、海草はヤハズツノマタ（英語）あるいはダルスがよく使われる。魚介類とは対照的に、アイルランドの食卓には昔から海藻がしばしばのぼり、今日でも消費量は減っていない。一番好まれる種類は2つありいずれも紅藻で、「ディリスク」 (ダルス) とcarraigín（アイルランド語） (小さな岩 = ヤハズツノマタ) あるいはClúimhín Cait（アイルランド語） (猫のパフ = ツノマタの仲間) で、カリブ海諸国でも食用にされる。

### その他

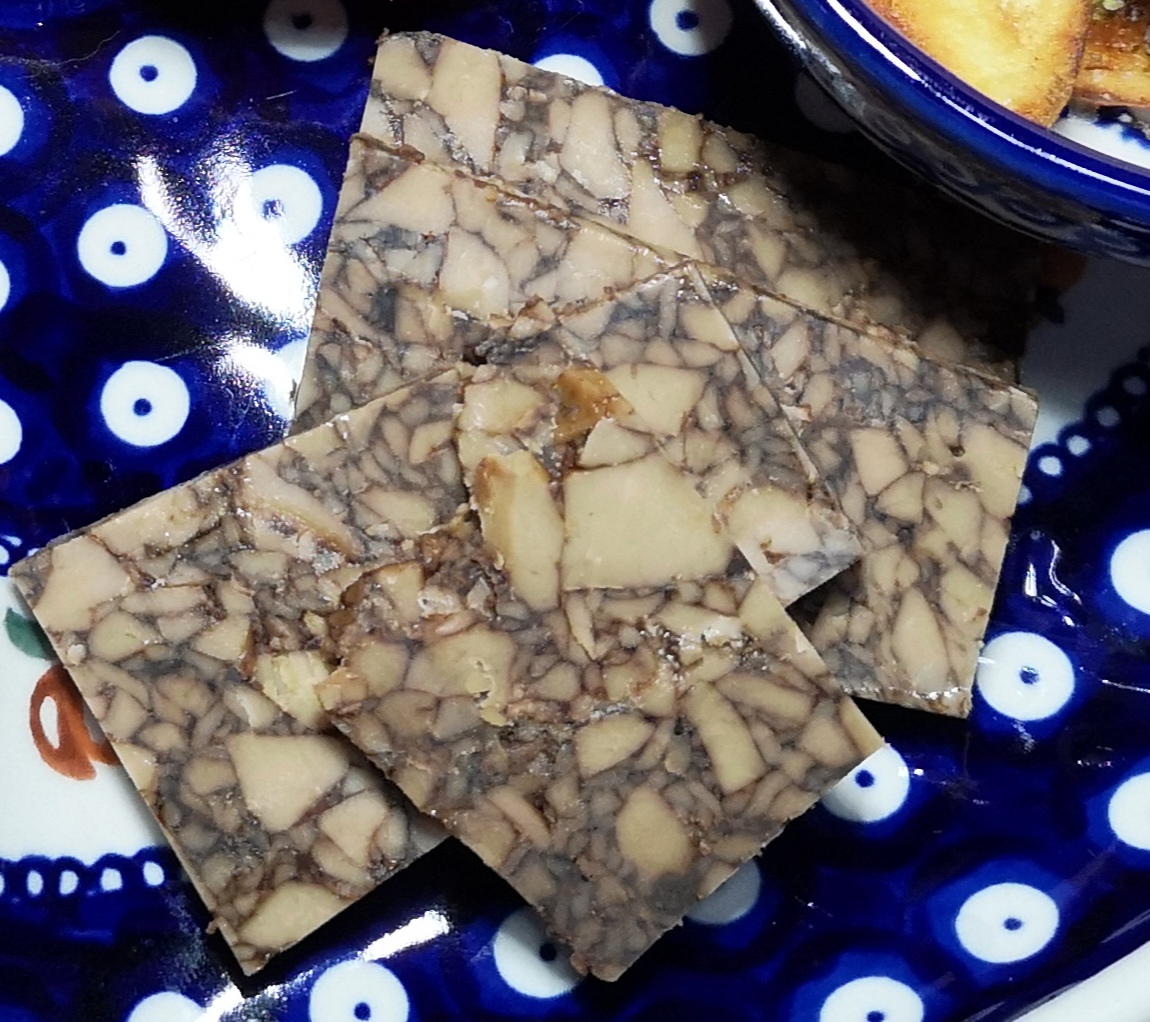
アイルランド伝統の黒ビール「ポーター」を砕いたチェダーチーズに練り込んだハードチーズ「ポーター」

- アイリッシュ・ブレックファスト[10][11]
- ドリシーン（英語） – ブラックプディングの一種。
- アイリッシュシチュー – 羊肉のシチューの一種。
- スパイスドビーフ（英語） - 牛肉のスパイス漬け。
- ポリッジ
- スコーン
- ホットクロスバン
- シムネルケーキ
- パイ（アップルパイなど）

## 伝統的な飲み物

### アルコール飲料

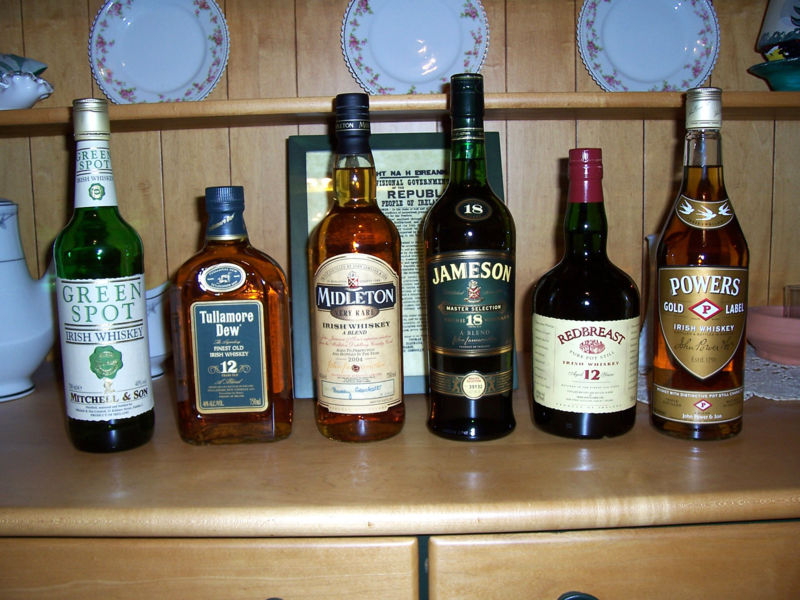
アイリッシュ・ウイスキー

- ウイスキー (なかでも純粋なポットスティル・ウイスキー（英語）：ジェムソン・アイリッシュ・ウイスキーやパディー・ウィスキー（英語）、ブッシュミルズ（英語）など)
- スタウト：ポーター、あるいはギネスやマーフィーズ（英語）、ビーミッシュ&クロウフォード（英語）など
- アイリッシュ・レッド・エール（英語）：スミジックス（英語）
- ラガー：ハープラガー（英語）
- アイリッシュ・コーヒー – 砂糖なしのブラックコーヒーとウイスキー、生クリームで作るアルコール飲料。
- アイリッシュ・クリーム（英語）：ベイリーズ・オリジナル・アイリッシュ・クリームなど
- アイリッシュ・ミスト – リキュールの1種
- 蜂蜜酒
- ポティーン – ジャガイモや大麦で作る非常に強い（しばしば自家製の）スピリッツ。
- シードル：マグナーズ（英語） (ブールマーズ)など

### ソフトドリンク

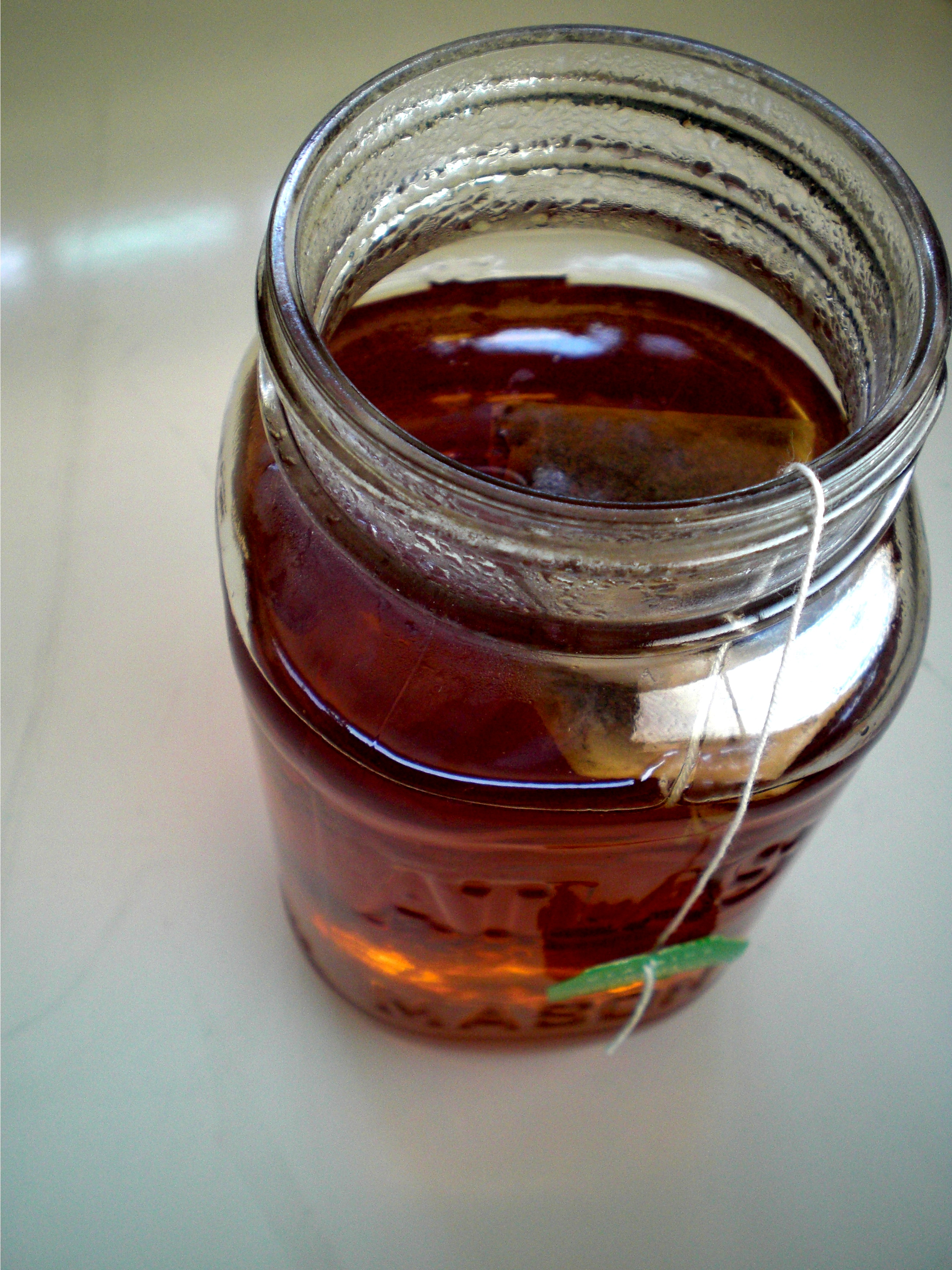
アイリッシュ・ブレックファスト・ティー

- 白レモネード、赤レモネード
- キャバン・コーラ（英語） – キャバンで生産された炭酸飲料で2001年に販売終了。
- マクデイド・フットボール・スペシャル（英語） – 湧水を原料に作られる清涼飲料。
- アイリッシュ・ブレックファスト・ティー – アッサムを中心にブレンドした紅茶。朝食用ではなく、一日中飲まれる。ミルクを足すことが多い。
- シードナ（英語） – ブリトヴィク（英語）発売のリンゴ果汁の清涼飲料。
- タノーラ（英語） – マンスター地方で発売するタンジェリン (オオベニミカン) 風味の炭酸飲料。
- クラブオレンジ（英語） – 炭酸入りオレンジジュース。

## 食の歴史

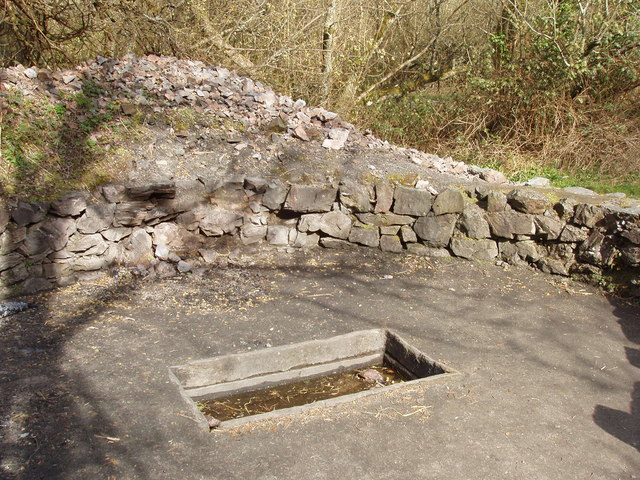
復元されたフロフト・フィーア

初期のアイルランド文学には食物や飲料に関する多くの記述が見られる。特に蜂蜜と蜂蜜酒は食事場面に高い頻度で登場する食べ物だが、実際は毎食それらを食せる状況には無かったと考えられている。
アイルランドではフロフト・フィーアと呼ばれる青銅器時代の調理遺構が発見されており、石焼きを利用して鹿肉などを煮たとされる。ビールの醸造に用いたとする説もある。
ダブリン海岸のヴァイキングの遺跡からは当時の食の痕跡が見つかっている。肉では、牛、豚、羊、鶏およびガチョウと魚。ハシバミに代表されるナッツ類と野生のベリー。穀物ではソバやアカザの種子を粥にして食べていたとされる。
中世農奴制の元、農民は牛の生産を行わされ、生産された牛肉は、貴族や富裕層のみが消費していた。農民は燕麦や大麦と、牛乳、バター、チーズなどの乳製品、肉では牛の内臓や豚足、ブラック・プディングと呼ばれる血のソーセージなどを食べていた。
16世紀にジャガイモが持ち込まれると主要な作物になった。しかし1845年から1849年の4年間にわたってヨーロッパ全域で発生したジャガイモ疾病によって大きな被害をうけた。このジャガイモ飢饉により約100万人が餓死し、200万人が海外へと移住することになった。
植民地時代のアイルランドはイングランドへの穀物や肉類などの食料供給地として利用され、ジャガイモ飢饉の間もその状況は変わらなかった。
アイルランドの料理では豚の使用が一般的なのだが、アメリカ合衆国へ渡ったアイルランド系移民にとって豚は入手が難しく、牛肉が手頃な食肉であったため、コンビーフの利用が一般的になった。コンビーフとキャベツの煮物 (コンビーフ・アンド・キャベジ) はアメリカの聖パトリックの日の食事として定着している。